# 金雲龍
金 雲龍（キム・ウニョン、キム・ウンヨン、김운용、1931年3月19日 - 2017年10月3日）は、大韓民国の陸軍軍人、政治家、スポーツ団体役員。国際オリンピック委員会（IOC）副会長や、世界テコンドー連盟（World Taekwondo Federation, WTF：後のワールドテコンドー）の創設時の理事などを務めた。大邱広域市出身。
本貫は金寧金氏。号は允谷。キリスト教徒。
1971年1月23日には、大韓民国テコンドー協会（KTA）の会長に選出された。1963年には、延世大学から政治学博士号を贈られている。金は、2004年にWTF会長を退任し、趙正源が後を継いだ。

## 経歴
金は延世大学校政治外交学科、同大学院出身で、メリービル大学法学博士。陸軍甲種士官に任官した後、朝鮮戦争に参戦し、特にアメリカ合衆国に3回留学を経験していた英語の実力を認められて陸軍第1軍司令官宋堯讃の副官として働いた。 四月革命（4・19革命）当時も、戒厳司令官となった宋堯讃の副官として勤務し、警察の実弾要請を宋堯讃が拒否したと証言した。また、朝鮮戦争当時、戦場で初めて会った将軍の張都暎についてメディアに寄稿したことがある。
金は1971年1月23日に大韓民国テコンドー協会（KTA）の会長に選出された。当初は、組織内で続いていた紛争を理由に会長職を辞退していたが、韓国政府から、会長職を引き受けて協会を浄化するよう要請された。テコンドー（跆拳道）は韓国の武術であり、その統括団体は韓国に拠点を置くべきだと信じていた彼は、KTAと国際テコンドー連盟（ITF）との関係を解消した。
1971年から1991年までKTA会長を務め、1973年から2004年にかけては世界テコンドー連盟の役員を務めて、テコンドーのグローバル化を推進し、テコンドーがオリンピック正式種目として採択されるのに重要な役割を果たし、1986年から国際オリンピック委員会（IOC）委員として活動し、1992年には副委員長に当選、2001年にはIOC委員長選挙に出馬したが落選した。
1973年、世界テコンドー連盟（WTF）が設立され、金はその初代会長に選出された。彼は、オリンピック種目へのテコンドーの採用と、1988年の夏季オリンピックの韓国開催に、重要な役割を果たした。
2000年の第16代総選挙に、新千年民主党の比例代表第6位として出馬して当選を果たし、同年5月から2004年5月にかけて、国会議員を1期務めた。
2003年に一旦IOC副委員長選挙への出馬を否定したものの、結局選挙に出たため、韓国国内で論争を起こした。
2004年、彼は横領と賄賂の容疑で逮捕され、IOC委員職を辞任し、後に懲役2年半の判決を受けた。
2017年10月3日、ソウル特別市西大門区の延世大学校医療院（セブランス病院）で86歳の生涯を閉じた。
金は大韓オリンピック委員会委員長、第33代大韓体育会会長、2002年釜山アジア競技大会組織委員会会長、大韓テコンドー協会会長、世界テコンドー本部（国技院）会長、2002年FIFAワールドカップ組織委員会顧問委員、外交通商部特使、韓国再建委員会（Rebuilding Korea Committee) 共同委員長、新千年民主党総選企画委員会委員を務め、国際的には国際競技連盟連合（GAISF）会長、IOC理事、IOCラジオテレビ委員会委員長、世界テコンドー連盟（WTF）会長を務めた。
没後の2017年12月には、テコンドーの世界化への彼の貢献を特集した『Tae Kwon Do Life Magazine』の表紙を飾った。

## 選挙歴
| 実施年度 | 選挙   | 代数 | 役職     | 選挙区     | 政党         | 得票数      | 得票率  | 順位         | 当落 | 備考   |
| -------- | ------ | ---- | -------- | ---------- | ------------ | ----------- | ------- | ------------ | ---- | ------ |
| 2000年   | 総選挙 | 16代 | 国会議員 | 比例代表制 | 新千年民主党 | 6,780,625票 | 35.90％ | 比例代表 6位 | 当選 | 初当選 |

## エピソード
江原道平昌郡は2018年冬季オリンピックの開催地であったが、2003年に2010年冬季オリンピックの開催地選考にも立候補した。結局誘致に失敗したため、ハンナラ党の金龍学議員、孔魯明国会2010年平昌冬季オリンピック誘致特別委員会委員長、金振兟江原道知事、新千年民主党の咸承熙議員らは金を猛非難した。特に金龍学議員は「金雲龍のせいで落選した」「金雲龍は自分のIOC副委員長当選のため、『平昌は準備できていない』『平昌は2014年に誘致すればいい』『韓国政府から副委員長の立候補辞退の圧力を受けた』として、事実上、平昌誘致の落選運動を行った」と主張した。一方、金の補佐官は「平昌誘致失敗の責任を1人にするためスケープコートを作る」「金委員は民主党内に誘致特別委員会を作って、他のルートを通じてIOC委員らを説得してきた」と反論した。
2015年、梁正模、朴信子と共に大韓体育会の「スポーツ英雄」の殿堂入りしたが、オンライン投票で80%以上の票を得た圧倒的に1位のキム・ヨナが選ばれなかったことに、大韓体育会が広く批判された。